# Osredek pri Zrečah
Osredek pri Zrečah – wieś w Słowenii, w gminie Zreče. 1 stycznia 2018 liczyła 106 mieszkańców.